# Горват, Роберт Иванович
 Роберт Иванович Горват (укр. Роберт Іванович Горват; род. 17 февраля 1969, Турьи Реметы, Закарпатская область) — украинский политик. Народный депутат Украины VIII созыва.
25 декабря 2018 года включён в санкционный список России.

## Образование
- В 2009 году закончил Ужгородский учебный центр Киевского национального торгово-экономического университета и получил полное высшее образование по специальности «Учёт и аудит».

## Трудовая деятельность
- 1991—1993 — директор ООО «Трейд Марк».
- 1993—1998 — директор ООО «РЕСТ».
- 1998—2001 — директор ООО «Водолей».
- 2002—2006 — директор ООО «Новое дело» Ужгород.
- 2011—2014 — коммерческий директор ООО «Новое дело» Ужгород.
- 2004—2014 — директор ООО «А. В. П.»
- 2006—2014 — директор ООО «Дастор-Ужгород».

## Парламентская деятельность
На внеочередных парламентских выборах на Украине в 2014 году баллотировался по одномандатному избирательному округу № 68, Закарпатская область.
- Народный депутат Украины VIII созыва
- Дата приобретения депутатских полномочий — 27 ноября 2014 год.
- Член депутатской фракции партии «Блок Петра Порошенко».
- Член Комитета Верховной Рады Украины по вопросам налоговой и таможенной политики.
- Заместитель сопредседателя группы по межпарламентским связям со Словацкой Республикой.

Роберт Иванович является автором закона № 3251 о внесении изменений в подраздел 5 раздела ХХ «Переходные положения» Налогового кодекса Украины относительно стимулирования развития рынка бывших в употреблении транспортных средств. Об удешевлении пошлины на ввозные автомобили из Европы.

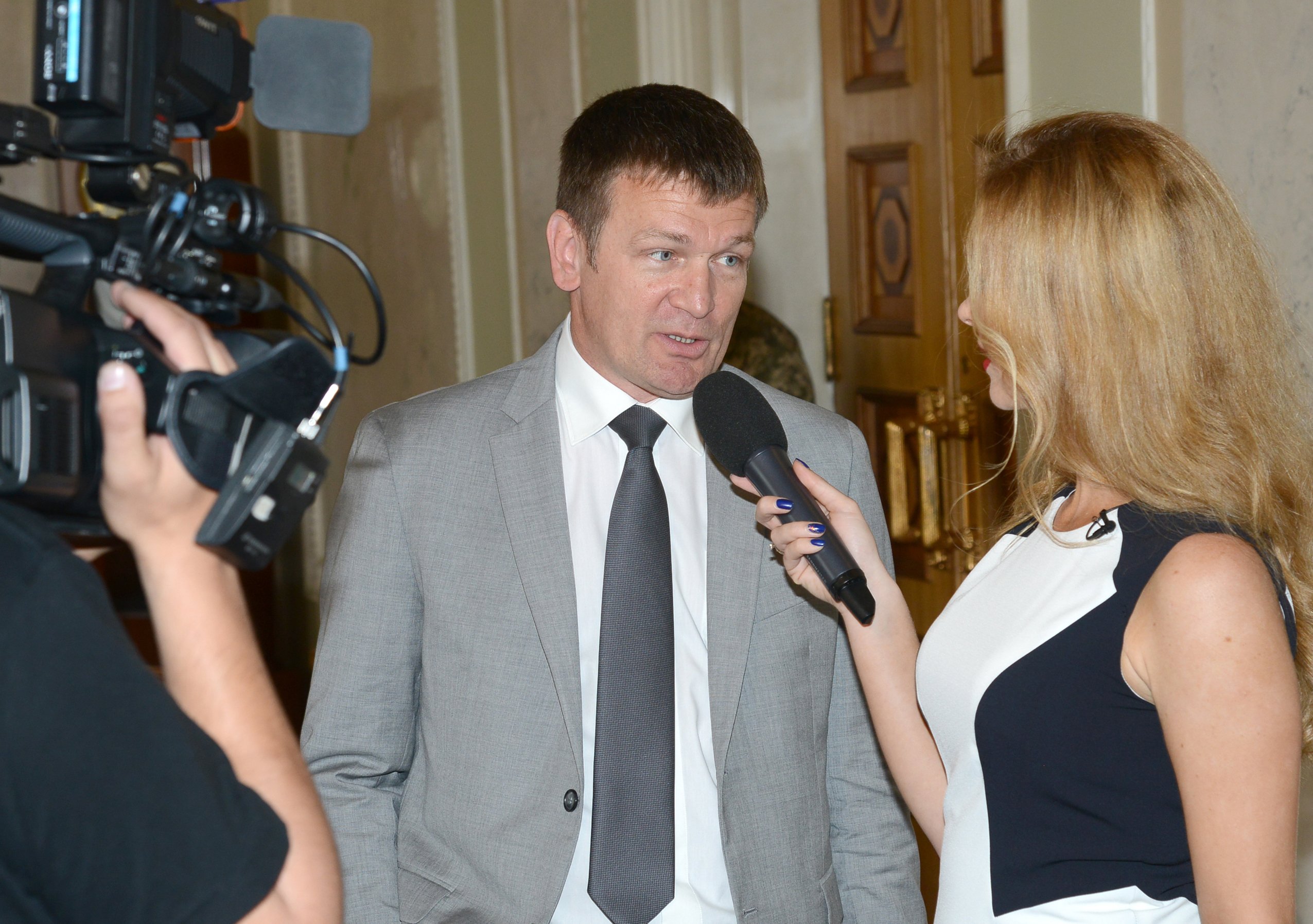
Верховная рада Украины 2016
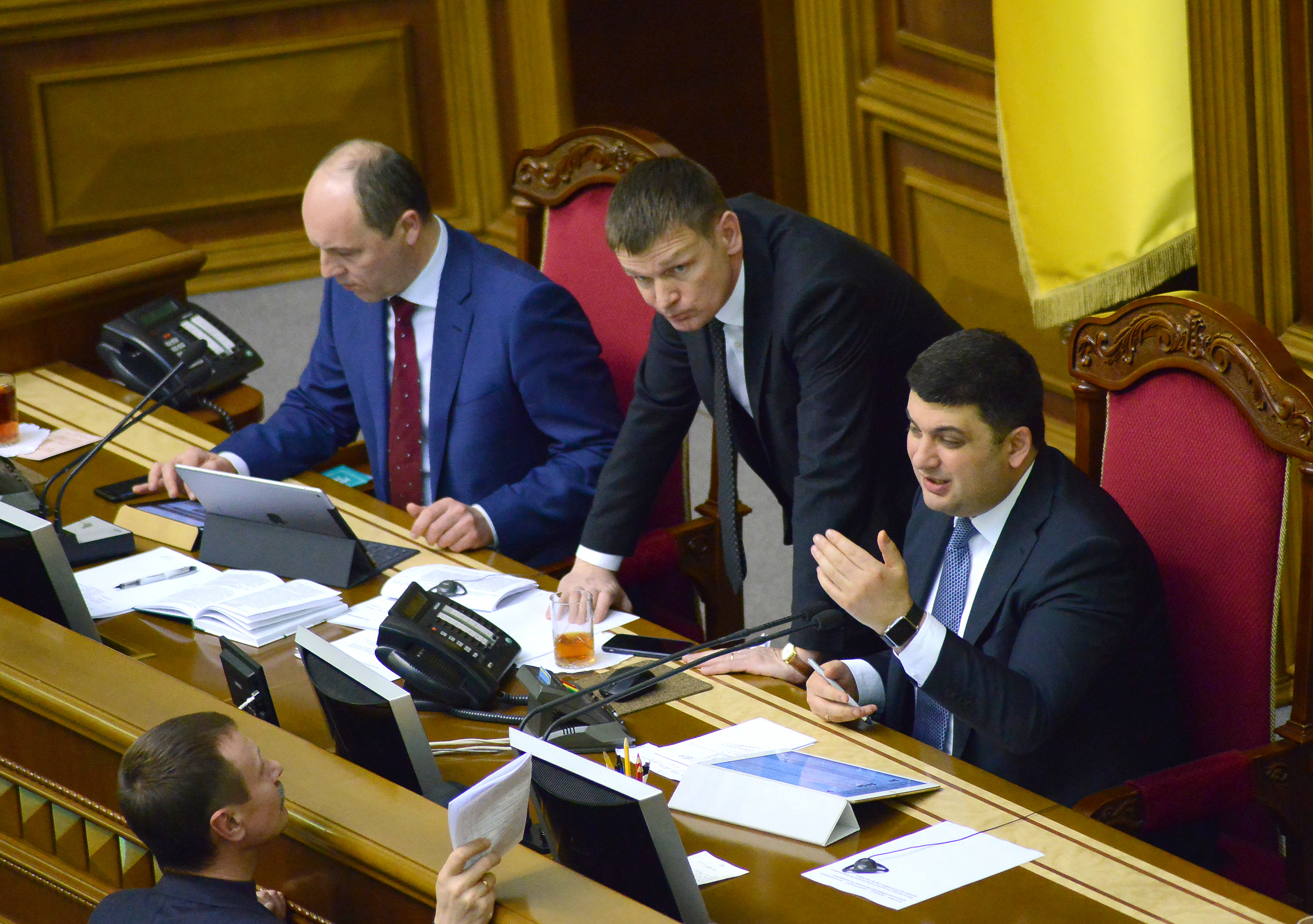
Парубий А., Горват Р., Гройсман В.
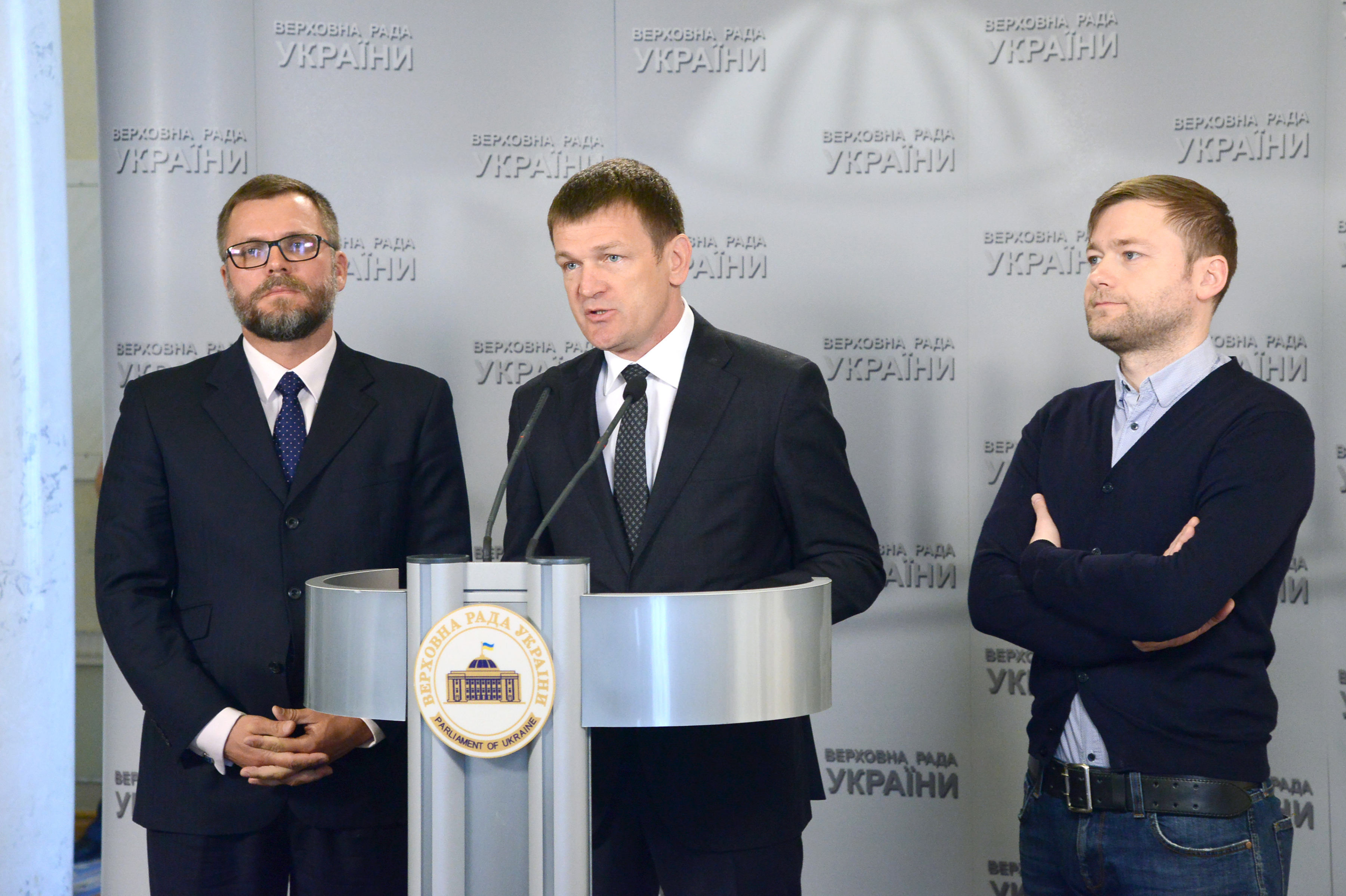
Вадатурский А., Горват Р., Маркевич Я.